# Club militaire central (Sofia)

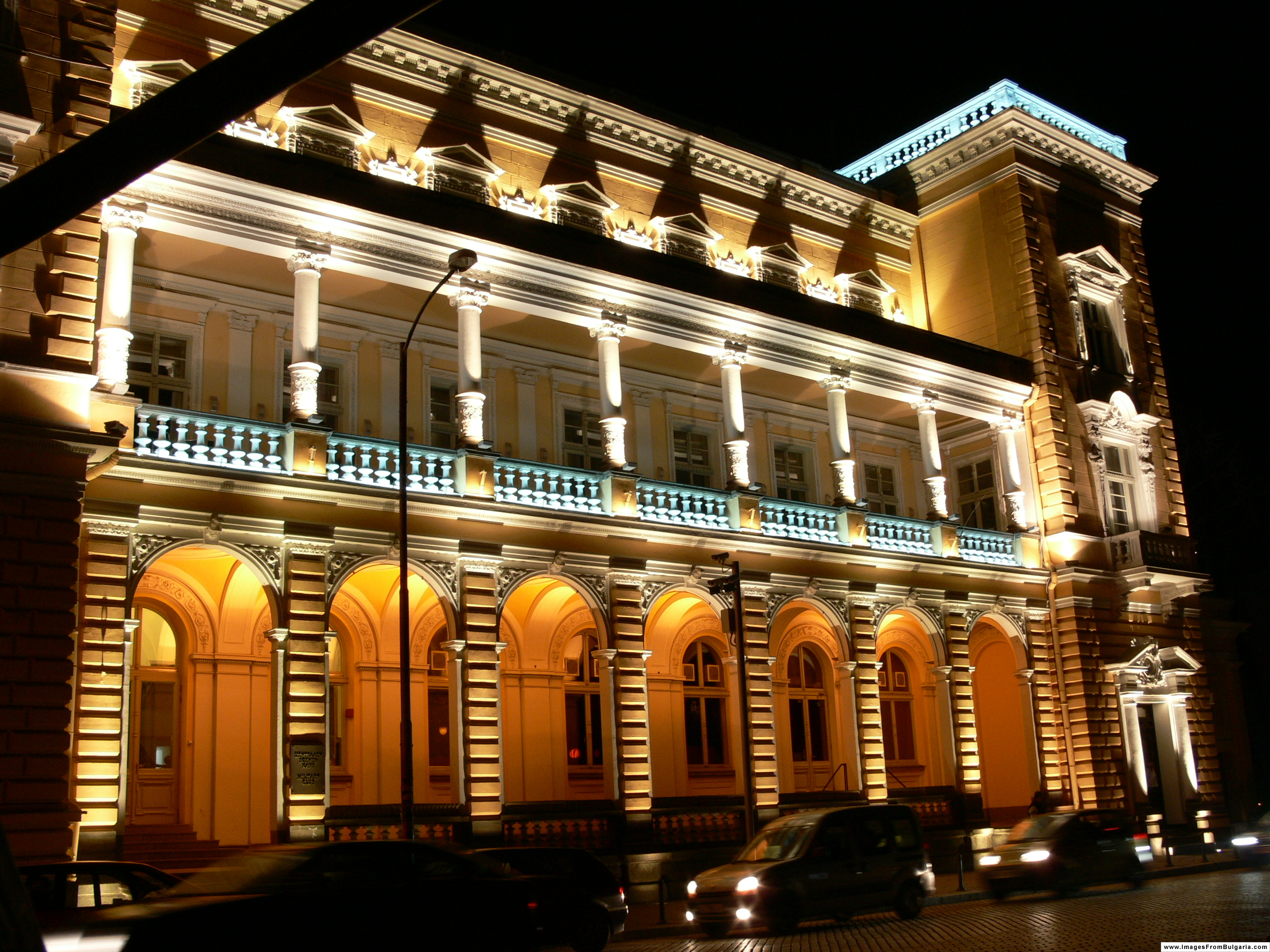
Le club militaire central de nuit

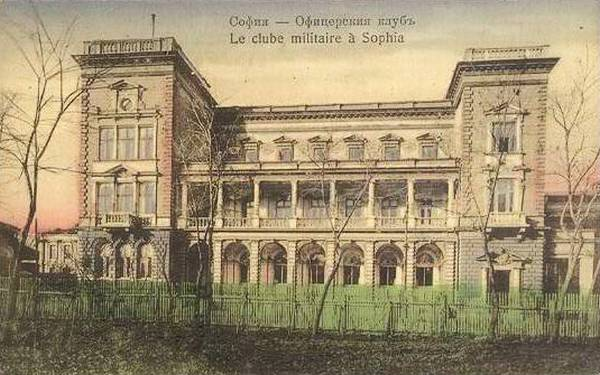
Le club militaire sur une vieille photo - connu à l'époque sous le nom de "Club des officiers"

Le Club militaire central (en bulgare : Централен военен клуб / Central Woenen Klub) est un bâtiment de trois étages dans la capitale bulgare Sofia. Le bâtiment est conçu dans le style néo-renaissance.

## Histoire
La construction a commencé en 1883 par Adolf Kolar et s'est achevée en 1903 par Friedrich Grünanger .
La première pierre du bâtiment a été posée en 1895. Le club militaire a été conçu par l'architecte tchèque Antonín Kolář et achevé par son collègue bulgare Nikola Lasarow en 1907. En mémoire de la guerre serbo-bulgare (1885-1886), une pierre du champ de bataille de Slivnitsa a été placée dans la fondation.

## Usages
Le bâtiment servait de salle de bal à la classe supérieure bulgare et à la famille royale avant la Seconde Guerre mondiale. La salle de concert peut désormais accueillir 450 spectateurs. Après une rénovation dans le cadre d'un projet d'embellissement de la ville, le bâtiment est utilisé comme centre culturel et théâtre, et des expositions d'art sont également organisées. L'ancienne salle de bal, aujourd'hui salle de concert, est souvent réservée par des organisateurs privés .
La Bibliothèque militaire centrale, qui compte plus de 120 000 volumes, est également située dans le bâtiment.
En 2008, un important tournoi d'échecs, le M-Tel Masters, a eu lieu ici . En avril et mai 2010, le Club militaire central a accueilli le championnat du monde d'échecs entre le champion du monde Viswanathan Anand et son challenger bulgare Veselin Topalov.